# Arsenaal (Dendermonde)

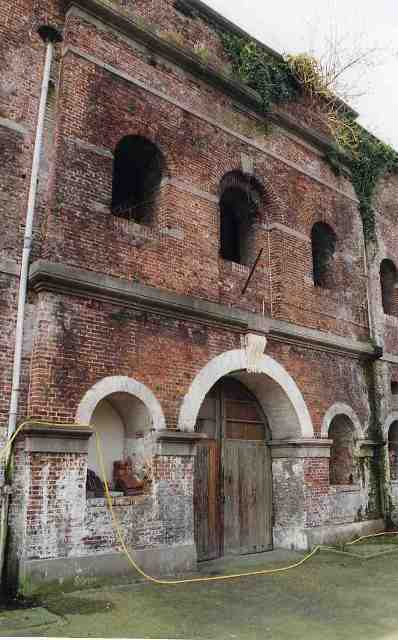
Arsenaal

Het Arsenaal is een bouwwerk in de Oost-Vlaamse stad Dendermonde, gelegen aan Zuidlaan 36-38.

## Geschiedenis
Het Arsenaal werd gebouwd omstreeks 1828 als onderdeel van de Wellingtonbarrière. Voorheen was hier een klooster van de birgittinessen.

## Gebouw
Het betreft een groot rechthoekig bakstenen gebouw dat 16x34 meter beslaat. Het heeft twee bouwlagen en is bedekt met aarde om het tegen mortiergranaten te beschermen. Beide bouwlagen bevatten vijf zalen. Op de benedenverdieping zijn vier zalen voor de berging van artilleriemateriaal, en één is als smidse ingericht.